# 강진칠량중학교
강진칠량중학교(康津七良中學校)는 대한민국 전라남도 강진군 칠량면 영복리에 있는 공립 중학교이다.

## 학교 연혁
- 1971년 2월 2일 : 초대 교장 박남갑 취임
- 1971년 3월 9일 : 강진칠량중학교 개교
- 1974년 1월 17일 : 제1회 졸업식 거행 (총 졸업생 수 143명)
- 2002년 2월 20일 : 다목적실 겸 급식실 증축 개관
- 2005년 10월 10일 : 도서관 현대화 사업 (리모델링)
- 2011년 9월 28일 : 천연잔디 운동장 조성
- 2025년 1월 9일 : 제52회 4명 졸업(총 졸업생수 4,933명)
- 2025년 3월 1일 : 제23대 김충곤 교장 부임
- 2025년 3월 4일 : 신입생 7명 입학

## 참고 자료
- 강진칠량중학교 - 한국교육학술정보원 학교알리미